# Het Steen (Brugge)

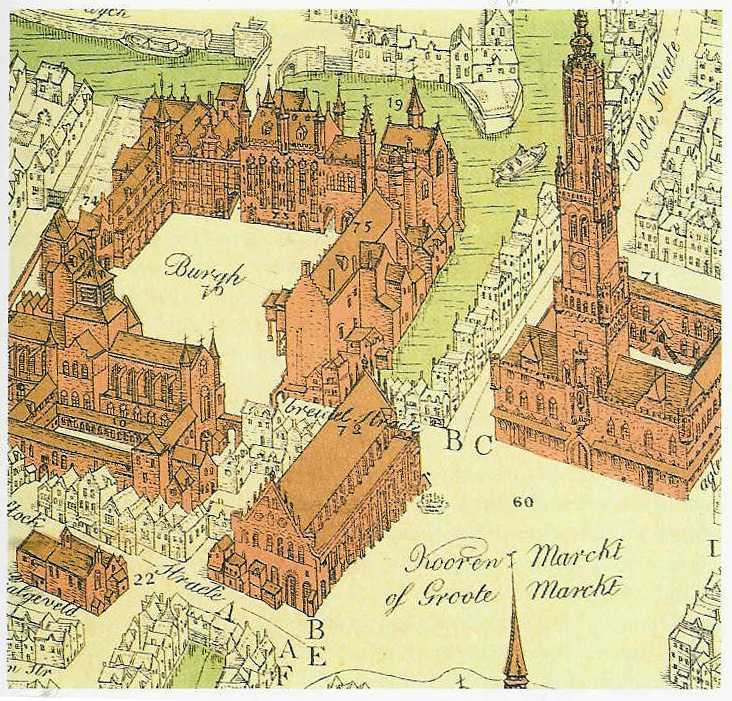
Het Steen op de kaart van Marcus Gerards (1562), aangeduid met het nummer 75.

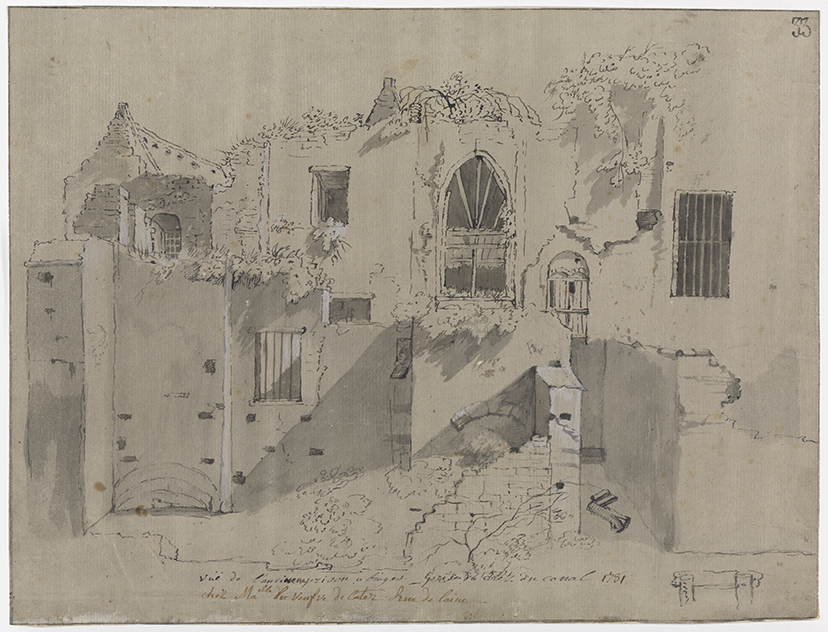
De puinen van het Steen in Brugge, tekening, 1781 (Jan Karel Verbrugge)

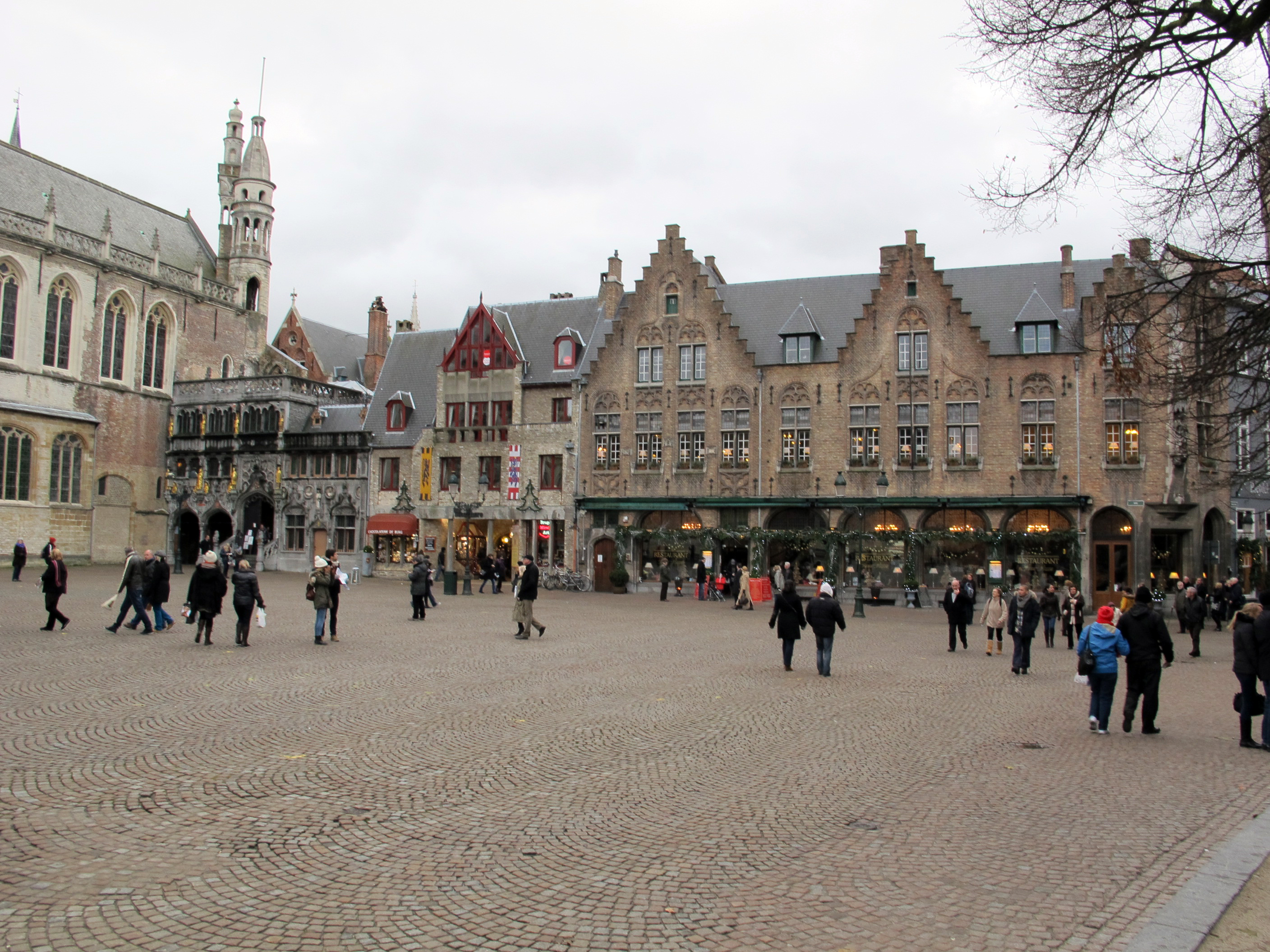
De locatie van het voormalige Steen op de Burg.

Het Steen was een (nu verdwenen) middeleeuws gebouw op de westzijde van de Burg in de stad Brugge.

## Geschiedenis
Het is niet duidelijk of het gebouw een opvolger was van de Oude Steen, die in het oudste deel van de stad, in de Wollestraat werd gebouwd, en waarvan de veldstenen keldermuren naar de elfde of twaalfde eeuw verwijzen.
Het Steen op de Burg kan eveneens uit die periode dateren, maar over de vroegste geschiedenis ervan is weinig bekend. Toen het gebouwd werd kwam het zeer waarschijnlijk een houten bouwwerk vervangen. Het eerste stenen gebouw, een donjon, werd volgens historici, tussen 863 en 965 gebouwd door de graven Boudewijn I, Boudewijn II of Arnulf I. Nog een andere historicus situeert de bouwdatum in de regeerperiode van graaf Boudewijn V (1035–1067).
De eerste zekerheid dateert van 1088 wanneer het gebouw werd vermeld als lapidis domus comitis. In het verhaal van Galbert van Brugge over de moord op Karel de Goede kwam het Steen nog steeds als residentie van de graaf naar voor. Een van zijn opvolgers zou, nog tijdens de twaalfde eeuw, het gebouw hebben verlaten en, wanneer hij in Brugge verbleef, de Loove, aan de overkant van de Burg, als residentie hebben verkozen. Het Steen werd vanaf het einde van de twaalfde eeuw als grafelijke gevangenis gebruikt.
Aan het einde van de dertiende eeuw verliet de graaf ook het Loove en verleende het gebruiksrecht van de verschillende Brugse gebouwen die hij bezat aan de stad. Het Steen werd voortaan stedelijke gevangenis. In 1689 brandde het gebouw grotendeels af en werd het Raephuis aan het Pandreitje als nieuwe gevangenis ingericht.
In 1751 verkreeg de stad de volle eigendom over het Steen. Het was toen nog niet hersteld van een brand en de stad verkoos het bouwvallige gebouw in 1784–85 te slopen. Het perceel bleef tot half de negentiende eeuw braakliggend. De stad verkocht de grond en er werd een gebouw met werkplaats opgericht door de handelaar in ijzerwaren Joseph De Jaegher (1818–1888), dezelfde man die aan de basis lag van het metaalbedrijf La Brugeoise. De ijzerhandel op de Burg kwam er vermoedelijk in 1851. In 1855 werd het gebouw gesloopt en vervangen door een neoklassiek gebouw van drie bouwlagen en vier traveeën. De opvolgers De Jaegher baatten de ijzerhandel uit, van vader op zoon, tot begin jaren negentienzeventig en verhuisden toen naar de Havenstraat, naast de Brugse binnenhaven. Het pand op de Burg werd in 1977 gesloopt en vervangen door een appartementsgebouw met winkelgalerij die doorloopt tot in de Wollestraat en dat de naam Ten Steegere kreeg. De architect ervan was Luc Vermeersch. 
Op de rest van het perceel, tussen 'Ten Steegere' en de Breidelstraat, verrees een negentiende-eeuws neogotisch driedelig handelsgebouw. In 1931 werd het verbouwd tot een geheel, met drie trapgevels, eveneens in neogotische stijl. Het werd de textielzaak In de Kapelle, die in de jaren 1970 een brasserie werd onder de naam Tompouce.